# Kasa Poczty Śląskiej
Kasa Poczty Śląskiej – instytucja państwowa utworzona we Wrocławiu przy Radzie Dworu i Poczty na podstawie rozporządzenia rządu pruskiego w Berlinie z 31 sierpnia 1743, na mocy którego podporządkowano pocztę śląską Kamerze Wojennej i Dominalnej (Kriegs-und Domänen Kammer in Breslau). Celem Kasy było gromadzenie dochodów z działalności pocztowej na Śląsku. Miała być regularnie rewidowana co 2 tygodnie przez wykwalifikowanego specjalistę skarbowego mianowanego przez dyrektora Urzędu Poczty we Wrocławiu.